# فرنسيس باتريك كارني
فرنسيس باتريك كارني هو سياسي أمريكي، ولد في 20 سبتمبر 1846 في مقاطعة فيرماناغ في المملكة المتحدة، وتوفي في 4 مايو 1902. نشط حزبياً في حزب الشعب. وقد انتخب عضو مجلس نواب كولورادو ‏.